# Teatro Bellini (Nápoles)
El Teatro Bellini es un teatro privado de Nápoles, en Italia.

## Historia
En 1864, el abogado napolitano barón Nicola Lacapra Sabelli encargó al arquitecto Carlo Sorgente la construcción de un teatro en la actual Via Vincenzo Bellini, en el marco de la llamada bonifica delle Fosse del Grano (recuperación de los antiguos depósitos de trigo), un plan de reurbanización de la zona que incluía el Museo Arqueológico Nacional, Port'Alba y el Conservatorio de San Pietro a Maiella, donde también se construyeron en esos mismos años la Academia de Bellas Artes de Nápoles y la Galería Príncipe de Nápoles. El arquitecto construyó un pequeño teatro de planta circular, con un único nivel de palcos y dos niveles de galería continuada, con capacidad para 1.200 espectadores; se inauguró el 13 de noviembre de 1864 con la actuación del Circo Guillaume (perteneciente a la familia de Tontolini), y hasta 1869 acogió principalmente espectáculos circenses y ecuestres y algunas representaciones de ópera.

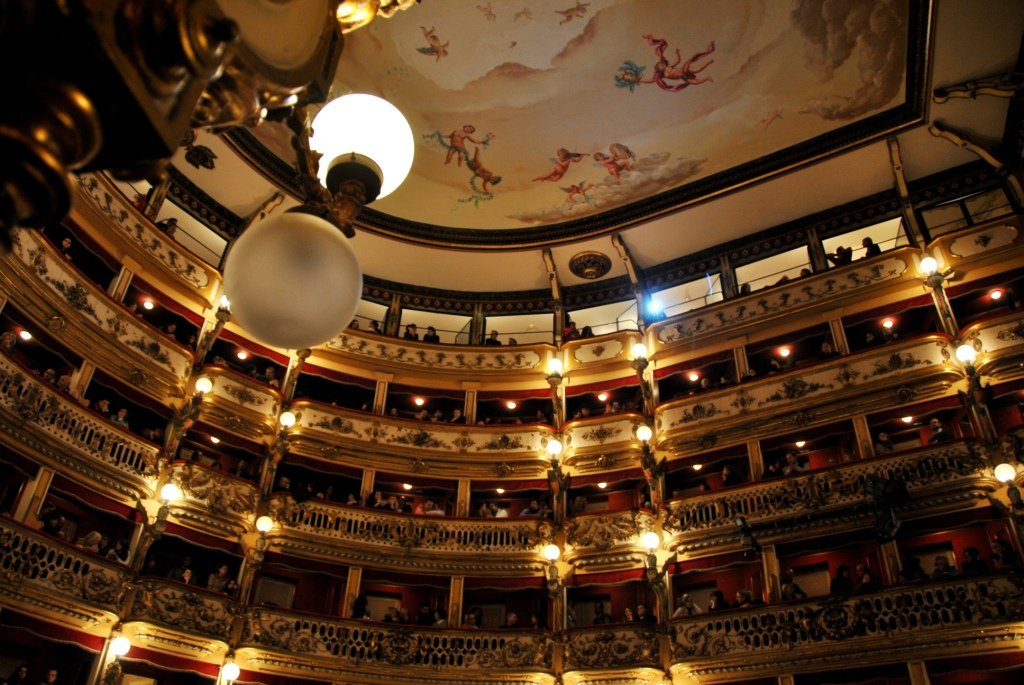
Interior del teatro.

En los años siguientes, el barón Lacapra Sabelli, que entretanto había sido elegido diputado del Reino de Italia y había abandonado la abogacía para convertirse en empresario, quiso ampliar el teatro y acondicionarlo para representar principalmente óperas, y pidió al arquitecto Sorgente que lo renovara, inspirándose en la Opéra-Comique de París. Así nació un teatro con planta en forma de herradura, cinco niveles de palcos y un nivel de  galería continuada, decoraciones de Giovanni Ponticelli, Pasquale Di Criscito y Vincenzo Paliotti, y un retrato al óleo de Vincenzo Bellini realizado por Vincenzo Migliaro, colocado entre dos figuras aladas en el centro del arco de entrada. La inauguración tuvo lugar en otoño de 1878 con la puesta en escena de Los puritanos de Escocia del propio Bellini, a quien se dedicó el teatro. En 1879, el teatro acogió el estreno en Italia de Carmen, de Georges Bizet.
El teatro vivió años de gran esplendor, pero en la posguerra entró en un inexorable declive. En 1962 se representó allí el último espectáculo, un Masaniello con Nino Taranto; al año siguiente, casi un siglo después de su fundación, cerró, convirtiéndose en un cine de baja categoría.
En 1986, el teatro fue adquirido por Tato Russo, que lo convirtió en sede de su compañía teatral en un intento de devolverle su antiguo esplendor. La nueva inauguración fue en 1988, con una representación de La ópera de los tres centavos, de Bertolt Brecht, que inició una serie de exitosas temporadas teatrales. Tato Russo fue director artístico del Teatro Bellini durante 21 años y lo devolvió a la categoría de institución cultural realizando numerosas producciones. Bajo su dirección, el teatro puso en escena a importantes artistas italianos e internacionales. En 2010, la dirección pasó a manos de los hijos del artista.